# یوهان گالتونگ
یوهان گالتونگ (انگلیسی: Johan Galtung؛ زادهٔ ۲۴ اکتبر ۱۹۳۰) سیاستمدار اهل نروژ است. وی بنیانگذار اصلی رشته مطالعات صلح و درگیری است. او بنیانگذار اصلی موسسه تحقیقات صلح اسلو (PRIO) در سال ۱۹۵۹ بود و تا سال ۱۹۷۰ به عنوان اولین مدیر آن فعالیت داشت. او همچنین مجله تحقیقات صلح را در سال ۱۹۶۴ تأسیس کرد.
در سال ۱۹۶۹ ، او به عنوان اولین کرسی جهان در مطالعات صلح و درگیری، در دانشگاه اسلو منصوب شد. او در سال ۱۹۷۷ از سمت استادی خود در اسلو استعفا داد و از آن زمان تاکنون در چندین دانشگاه دیگر کرسی استادی داشته است. از سال ۱۹۹۳ تا ۲۰۰۰ به عنوان استاد برجسته مطالعات صلح در دانشگاه هاوایی تدریس کرد. گالتونگ تا سال ۲۰۱۵ استاد صلح جهانی تون ماهاتیر در دانشگاه بین‌المللی اسلامی مالزی بود.
وی همچنین برندهٔ جوایزی همچون جایزه زیست صحیح شده‌است.